# Indigofera sesquipedalis
Indigofera sesquipedalis är en ärtväxtart som beskrevs av Munivenkatappa Sanjappa. Indigofera sesquipedalis ingår i släktet indigosläktet, och familjen ärtväxter. Inga underarter finns listade i Catalogue of Life.